# ガラクチノール
ガラクチノール(Galactinol)は、myo-イノシトールにガラクトースが結合したガラクトシド(ガラクトース配糖体)。植物のストレス応答と関係がある。

## 代謝
- 植物中のガラクチノール合成酵素である イノシトール 3-α-ガラクトシルトランスフェラーゼ（英語版）(EC 2.4.1.123)により生合成される。
- ガラクチノールはラフィノースの前駆体で、ラフィノース合成酵素のイノシトール 3-α-ガラクトシルトランスフェラーゼ（英語版）によりスクロースにガラクトースを転移するための基質となる。